# Schedorhinotermes ganlanbaensis
Schedorhinotermes ganlanbaensis es una especie de termita subterránea del género Schedorhinotermes, de la familia Rhinotermitidae, orden Blattodea. Fue descrita por Xia & He en 1980.

## Distribución
Se distribuye por China: Yunnan.

## Tratamiento taxonómico
Fue publicada en Xia, K.-L. & He, X.-S. (1980) A study on the Chinese Schedorhinotermes with description of new species (Isoptera: Rhinotermitidae). Contributions from Shanghai Institute of Entomology, 1, 175–181. [in Chinese].